# Parcey
Parcey és un municipi francès situat al departament del Jura i a la regió de Borgonya - Franc Comtat. L'any 2007 tenia 939 habitants.

## Demografia

### Població
El 2007 la població de fet de Parcey era de 939 persones. Hi havia 382 famílies de les quals 80 eren unipersonals (36 homes vivint sols i 44 dones vivint soles), 151 parelles sense fills, 131 parelles amb fills i 20 famílies monoparentals amb fills.
La població ha evolucionat segons el següent gràfic:
Habitants censats

### Habitatges
El 2007 hi havia 414 habitatges, 382 eren l'habitatge principal de la família, 6 eren segones residències i 26 estaven desocupats. 375 eren cases i 39 eren apartaments. Dels 382 habitatges principals, 311 estaven ocupats pels seus propietaris, 65 estaven llogats i ocupats pels llogaters i 7 estaven cedits a títol gratuït; 2 tenien una cambra, 10 en tenien dues, 39 en tenien tres, 94 en tenien quatre i 238 en tenien cinc o més. 323 habitatges disposaven pel capbaix d'una plaça de pàrquing. A 149 habitatges hi havia un automòbil i a 215 n'hi havia dos o més.

### Piràmide de població
La piràmide de població per edats i sexe el 2009 era:
| Homes | Edats   | Dones |
| ----- | ------- | ----- |
| 0     | 95 o +  | 0     |
| 0     | 90 a 94 | 8     |
| 0     | 85 a 89 | 16    |
| 4     | 80 a 84 | 8     |
| 12    | 75 a 79 | 16    |
| 16    | 70 a 74 | 16    |
| 28    | 65 a 69 | 20    |
| 12    | 60 a 64 | 20    |
| 36    | 55 a 59 | 24    |
| 32    | 50 a 54 | 36    |
| 12    | 45 a 49 | 24    |
| 36    | 40 a 44 | 28    |
| 48    | 35 a 39 | 40    |
| 20    | 30 a 34 | 32    |
| 32    | 25 a 29 | 12    |
| 28    | 20 a 24 | 12    |
| 24    | 15 a 19 | 16    |
| 32    | 10 a 14 | 28    |
| 36    | 5 a 9   | 44    |
| 32    | 0 a 4   | 16    |

## Economia
El 2007 la població en edat de treballar era de 601 persones, 446 eren actives i 155 eren inactives. De les 446 persones actives 418 estaven ocupades (220 homes i 198 dones) i 28 estaven aturades (8 homes i 20 dones). De les 155 persones inactives 66 estaven jubilades, 43 estaven estudiant i 46 estaven classificades com a «altres inactius».

### Ingressos
El 2009 a Parcey hi havia 388 unitats fiscals que integraven 984 persones, la mediana anual d'ingressos fiscals per persona era de 19.560 €.

### Activitats econòmiques
Dels 53 establiments que hi havia el 2007, 1 era d'una empresa extractiva, 1 d'una empresa alimentària, 4 d'empreses de fabricació d'altres productes industrials, 7 d'empreses de construcció, 17 d'empreses de comerç i reparació d'automòbils, 1 d'una empresa de transport, 5 d'empreses d'hostatgeria i restauració, 2 d'empreses d'informació i comunicació, 3 d'empreses financeres, 3 d'empreses immobiliàries, 5 d'empreses de serveis i 4 d'entitats de l'administració pública.
Dels 13 establiments de servei als particulars que hi havia el 2009, 3 eren tallers de reparació d'automòbils i de material agrícola, 1 autoescola, 1 paleta, 1 guixaire pintor, 1 fusteria, 1 lampisteria, 1 electricista, 1 perruqueria i 3 restaurants.
Dels 3 establiments comercials que hi havia el 2009, 1 era una botiga de més de 120 m², 1 una botiga de mobles i 1 una botiga de material de revestiment de parets i terra.
L'any 2000 a Parcey hi havia 9 explotacions agrícoles que ocupaven un total de 978 hectàrees.

## Equipaments sanitaris i escolars
L'únic equipament sanitari que hi havia el 2009 era una farmàcia.
El 2009 hi havia una escola elemental.

## Poblacions més properes
El següent diagrama mostra les poblacions més properes.